# بطريق فيوردلند المتوج
بطريق فيوردلند المُتوج أو بطريق فيوردلند (الاسم العلمي: Eudyptes pachyrhynchus) هو بطريق مُتوج مُستوطن في نيوزيلاندا بالجزيرة الجنوبية وتحديدا في جزيرة ستيوارت وجزرها النائية.